# NGC 3990
NGC 3990 ist eine elliptische Galaxie vom Hubble-Typ E/S0 im Sternbild Großer Bär am Nordsternhimmel. Sie ist schätzungsweise 35 Mio. Lichtjahre von der Milchstraße entfernt und hat einen Durchmesser von etwa 30.000 Lj. Die Galaxie ist Mitglied des Ursa Major-Galaxienhaufens.
Im selben Himmelsareal befinden sich u. a. die Galaxien  NGC 3977, NGC 3980, NGC 3982, NGC 3998.
Das Objekt wurde  am 14. April 1789 von dem deutsch-britischen Astronomen Wilhelm Herschel entdeckt.